# Monkey Gland

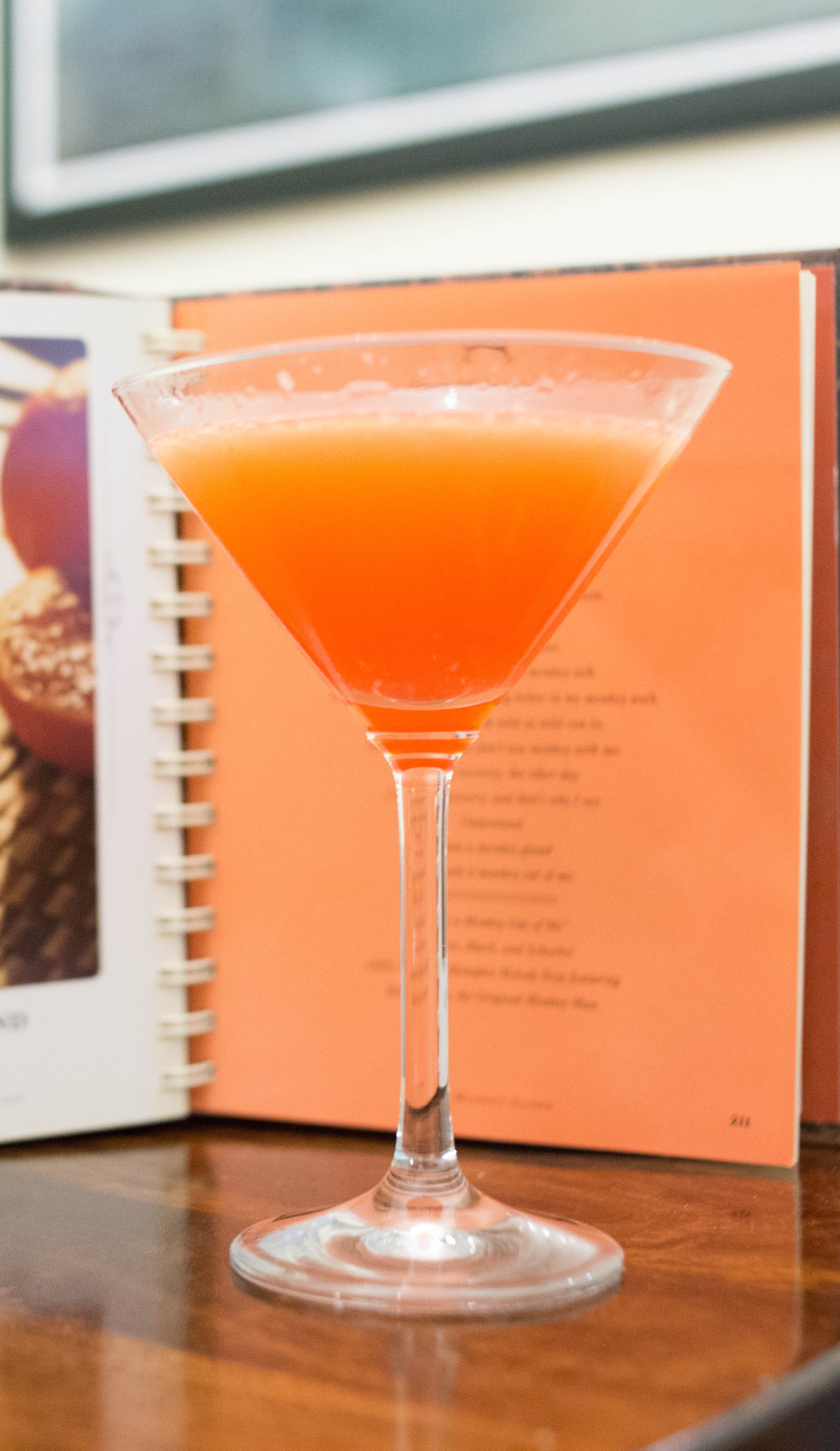
Monkey Gland.

Le Monkey Gland est un cocktail alcoolisé à base de gin, jus d'orange, absinthe et grenadine, et fait partie des short drinks. Selon l'IBA, la boisson est classée dans la catégorie The Unforgettables (« inoubliables ») avec d'autres cocktails remarquables.

## Histoire
Le cocktail a été préparé pour la première fois à Paris dans les années 1920. L'inventeur du Monkey Gland serait Harry MacElhone, le fondateur du Harry's New York Bar à Paris. D'autres sources mentionnent également Frank Meier de l'Hôtel Ritz (Paris) à Paris.